# Дніпро (теплоход)
Дніпро (при Советской власти Днепр) — второй трёхпалубный речной пассажирский теплоход проекта Q-031, как и головное судно серии «Волга» были построены на верфи города Корнойбург в Австрии в 1970 году Эксплуатируется туроператором Nicko Tours на Дунае на различных туристических маршрутах от Пассау до Измаила. Судном-близнецом является Волга.

## История судна
Судно построено в городе Корнойбург (Австрия) на судостроительном предприятии Osterreichische Schiffswerften AG Linz Korneuburg (OSWAG) в 1970 году, для работы на туристических маршрутах. Судно было поставлено в Советское Дунайское пароходство, переименованное после развала Союза ССР в Украинское Дунайское пароходство, где эксплуатировалось под советским и украинским флагом на Дунайских туристических маршрутах, пересекая границы социалистических и дружественных стран с другим экономическим укладом до города Пассау, расположенного на границе ФРГ и Австрии. В сентябре 2012 года теплоход совершал рейсы из Пассау по маршруту: Пассау — Вена — Будапешт — Братислава — Вахау — Пассау.

## На борту
Для размещения пассажиров на судне имеется 2-местные каюты различного класса, на любой вкус и кошелёк. Каждая каюта оборудована кондиционером и отдельным санблоком (душ, туалет), шкафом, бортовым телефоном и сейфом для ценных вещей.
Ресторан и 3 бара, музыкальный салон, конференц-зал, бассейн с подогревом на солнечной палубе.